# Tira fònica
La tira fònica és el conjunt de sons que es pronuncien de forma seguida, dins un discurs o diàleg. La tira no respecta la divisió entre paraules, de manera que es pot produir algun fenomen fonètic entre mots i, així, un fonema pot alterar la pronunciació dels que l'envolten. La tira té una entonació pròpia, que marca part del seu sentit, i no respon sempre a les pauses sintàctiques o semàntiques, sinó a la necessitat de respirar o aturar-se per pensar del parlant. Per això, una transcripció lingüística estricta del discurs oral no correspon a la seva versió escrita, en què la puntuació i altres convencions eliminen les particularitats d'elocució, que no responen a cap norma.